# توکوو
توکوو (به لاتین: Tłokowo) یک منطقهٔ مسکونی در لهستان است که در Gmina Jeziorany واقع شده‌است.

## خصوصیات
توکوو ۶۱۰ نفر جمعیت دارد.